# Малое Дубровное
Малое Дубровное — деревня в Целинном муниципальном округе Курганской области России.

## Климат
Климат характеризуется как резко континентальный, с холодной продолжительной малоснежной зимой и жарким сухим летом. Средняя продолжительность безморозного периода составляет 113 дней. Среднегодовое количество атмосферных осадков — 397мм.

## История
До 1917 года входила в состав Заманиловской волости Челябинского уезда Оренбургской губернии. По данным на 1926 год состояла из 61 хозяйства. В административном отношении входила в состав Дубровинского сельсовета Усть-Уйского района Челябинского округа Уральской области.

## Население
| 1989 | 2002 | 2010 |
| ---- | ---- | ---- |
| 51   | ↘32  | ↘0   |

По данным переписи 1926 года в деревне проживало 311 человек (155 мужчин и 156 женщин), в том числе: русские составляли 98 % населения, киргизы — 2 %.